# A kőszívű ember fiai (film)
A kőszívű ember fiai 1965-ben bemutatott kétrészes magyar filmdráma Várkonyi Zoltán rendezésében. A forgatókönyvet Jókai Mór azonos című regényéből Erdődy János írta. A főszerepekben Sulyok Mária, Major Tamás, Bitskey Tibor, Mécs Károly, Tordy Géza és Béres Ilona láthatóak. A zenéjét Farkas Ferenc szerezte. A mozifilm a Mafilm gyártásában készült és a MOKÉP forgalmazásában jelent meg. A magyar filmgyártás második legnézettebb alkotása: a bemutatását követően 9,38 millióan látták.
Magyarországon 1965. április 1-jén, felújított változatban 1996. április 1-jén mutatták be a mozikban.

## Cselekmény

### I. rész
A reformkor idején Nemesdombon haldoklik a mindenható főispán, Baradlay Kazimír, aki konzervatív magyar földesúrként az osztrák császár feltétlen híve. Szívkoszorúér-kövesedésben szenved, de nem csak ezért „kőszívű” ember. Kegyetlen és kíméletlen végrendeletet hagy három fia sorsáról és felesége jövőjéről. Ödönt diplomatának szánja, képviselje az uralkodó érdekeit Oroszországban. Richárd katonaként emelkedjék egyre magasabb rangra, ne nősüljön meg soha, ha csatában meghalna, csak a család fényét emelné. Jenő hivatalnokként Bécsben dolgozzék. Küzdje magát a saját erejéből egyre feljebb a ranglétrán, soha ne tudja meg, hogy a kőszívű ember őt szerette a gyermekei közül a legjobban. Felesége hat héttel a halála után menjen nőül Rideghváry Bencéhez, a császár által a vármegye élére kinevezett adminisztrátorhoz. Még halálos ágyánál özvegye megfogadja, hogy a férje által parancsoltaknak éppen az ellenkezőjét fogja végrehajtani: hazahívja három fiát, hogy mindannyian Magyarország szabadságáért küzdjenek.
Ödön éppen Szentpétervárott mulatozik, amikor megkapja édesanyja hazahívó levelét. Egy percig sem késlekedik, azonnal útnak indul a fagyos orosz télben. Barátja, Leonin segíti a szánúton, ahol hamarosan farkasokkal is meg kell küzdeniük.

Baradlay Richárd (Mécs Károly) és Baradlay Jenő (Tordy Géza) a Plankenhorst-palotában

Jenőt és Richárdot Bécsben látjuk a Plankenhorst-palotában. Jenő Alfonsine-nek, a bátyja Liedenwall Editnek udvarol. Alfonsine valójában Palvicz Ottóba szerelmes, titokban gyermeket is szült neki, de Ottó szegény katonatiszt, így nem lehetnek egymáséi. Richárdot egy idő után elszakítják Edittől, a lányt a rokonai a Brigitta-szüzek kolostorában rejtik el.
Baradlayné próbára teszi Lánghy Aranka hűségét Ödön iránt, ám a lány becsülettel kiállja a próbát. Nemesdombon esküvőre gyülekeznek a megye nagyjai, eltelt a végrendeletben megszabott hat hét, de meglepetésre nem Mária asszony adja a kezét Rideghvárynak, hanem Ödön és Aranka kézfogóját ünnepelhetik az egybegyűltek.
A megyegyűlésen egyre erőteljesebb a fekete és a fehér tollasok közötti harc. A haladók egyre jobban a sarokba szorítják a követeléseikkel a maradiakat. Rideghváry Bence a gyűlés feloszlatását tervezi, de a haladók készen állnak akár fegyverrel is ellenállni, de nem kerül sor összetűzésre, mert megérkezik Ödön, aki örökös főispánként rendet tesz a torzsalkodók között. Átveszi a megye irányítását, Rideghváryt elmozdítja a posztjáról. A császárpárti főúr, mielőtt visszatér Bécsbe, figyelmezteti az özvegyet, hogy a fiával letért a Baradlay Kázmér által megszabott útról. Valóban magasra juthatnak, de ennek a magaslatnak a neve: a vérpad.
1848. március 13-án Bécsben kitör a forradalom. Plankenhorsték látszólag átállnak a forradalmárok oldalára, de valójában a császár hívei maradnak, sőt kémtevékenységet is folytatnak Windisch-Grätz herceg számára. Richárd megmenti Edit kolostorát a csőcseléktől, összebarátkozik a forradalmár fiatalokkal. Jenő is belép a bécsi diáklégió tagjai közé, de nem meggyőződésből, hanem a szerelem vezette lépteit. Richárdot édesanyja rábeszéli, hogy szökjön huszárcsapatával Magyarországra. Edit kihallgatja soror Remigia és Plankenhorsték titkos megbeszélését, és nem hagyja elveszni kedvesét. A korábban megtudott titkos kódokat használva megtéveszti Palvicz Ottót, így a huszársereg egérutat nyer üldözői elől. A bécsi forradalom napjai meg vannak számlálva, a barikádharcokban a tüzérséggel megerősített, túlerőben lévő császári csapatok vereséget mérnek a felkelőkre. A bécsi fiatalok menekülnek, eközben Mausmann megmenti Edit életét. Goldner haldoklik, a Plankenhorst-ház felé menekül, de az otthon lévő nők nem segítenek neki. A hős forradalmár halála előtt még látja, hogy a szeretett nő házának erkélyén szorgos kezek zászlót cseréltek. A német trikolór helyett újra az osztrák császár zászlaját lobogtatja a szél.

### II. rész
Baradlay Richárd huszárcsapatával emberfeletti akadályokon keresztül tör utat magának Magyarország felé. Nyomukban Palvicz Ottó és vértesei haladnak, két különálló hegyorom tetején a két vezér pisztolypárbajt vív.
Egy kőbányában – elsősorban Pál úr cselének köszönhetően – a huszárok kitörnek a bekerítésből.
Bécsben Jenőt Plankenhorsték és Rideghváry megpróbálják behálózni, s arra rávenni, hogy fogadja el bátyja követségi titkári beosztását, vegye el feleségül Alfonsine-t. A legkisebb Baradlayt felkeresi az édesanyja is, és szelíd, szívre ható szavakkal rábeszéli, hogy tartson vele haza Magyarországra.
A három Baradlay hazatér, mindhárman magyar földre lépnek. Ödön kormánybiztos, Richárd az életéért harcoló magyar sereg huszártisztje, Jenő az ősi kastélyban védelmezi az otthonmaradottakat. Az isaszegi csata döntő küzdelem az 1849-es tavaszi hadjáratban. Richárd embereivel bekapcsolódik a küzdelembe, a Bécsből elmenekült diáklégió maradványával harcolnak az osztrák császár fölényben lévő serege ellen. Richárd ismét összecsap Palviczcal, a kardpárbajban mindketten megsebesülnek, leesnek a lovukról. A két lovascsapat menteni akarja a saját parancsnokát, de a két hős életveszélybe kerül. Pál úr ráveti magát szeretett gazdájára, így Richárd testét a sajátjával védve meg, őt tapossák halálra a lovak patkói. Palvicz a halálos ágyán megkéri Richárdot, hogy keresse meg a gyermekét, minden fontos iratot átad erről korábbi ellenfelének.
A magyar sereg győzelmet győzelemre halmoz, a bécsi haditanács kétségbeesetten készül Bécs – magyarok általi – ostromára. A honvédsereg azonban 1849 májusában Buda ostromát kezdi meg – hatékony ostromágyúk nélkül. A kezdeti magyar támadások nem járnak sikerrel, az osztrák várvédők visszaverik a forradalmi csapatokat. Heinrich Hentzi vezérőrnagy lövetni kezdi Pestet, köztük az Al-Dunasor palotáit, épületeit. Az osztrák tüzérek pontos lövései nem kímélik azt az épületet sem, ahol a magyar sereg haditanácsa tartózkodik. Egy áruló, Rideghváry Bence éjszaka, fényjelekkel segíti az osztrákokat. Mihály mester leleplezi a kémet, a két ember küzdelméből a hazafi csizmadia kerül ki győztesen. Ödön és Richárd forradalmi párbajt vív egymással, mert a haditanácsban Richárd gyávának nevezte a bátyját. A párbajból Ödön kerül ki győztesen, ráadásul megmenti öccse életét, a vár fokán békül meg egymással a két testvér. Mausmann, a verselő diák az ostrom közben hősi halált hal.
A szabadságharc elbukik, emigráció, börtön, halálbüntetés vár a forradalomban és szabadságharcban részt vevő magyarokra. Ödön is úttalan utakon menekül, Richárd börtönben várja a kíméletlen ítéletet. Ödön hazajut Nemesdombra, az ősi kastélyba, a hatalom felé jelezve hollétét, várja a bíróság elé idéző hivatalos iratot. Levelet azonban Eugén von Baradlay kap, aki – bár a családja nyugtalanul faggatja – nem árulja el, hogy honnan, kitől kapott levelet. Egy véletlen névcsere következtében őt idézzik meg a bátyja helyett a hadbíróság elé. Az Ödön nevet nem Edmundra fordították le, ahogyan kellett volna, hanem Eugénre (ami valójában Jenőt jelent). A legfiatalabb Baradlay bátran áll bírái előtt, vállalva Ödön tetteit, ezért őt ítélik halálra, és végzik ki az osztrákok.
Alfonsine bosszút esküszik a Baradlay család ellen, ezért felkeresi Haynau táborszernagyot, hogy értesítse, a teljhatalmú urat hamarosan leváltják, mert Európában nagy a felháborodás a magyarok elleni kegyetlen bosszúhadjárat miatt. A delnő kéri Haynaut, hogy a még ítéletre váró rabok kapják meg gyorsan méltó büntetésüket. A fejgörcsök embere megtudván, hogy feleslegessé vált, s másnap útilaput kötnek a talpára: megkegyelmez valamennyi, még a börtönében várakozó fogolynak. Baradlay Richárd is így menekül meg a biztos haláltól. Bécsbe utazik, hogy megkeresse szerelmét, Editet. A Palvicz által korábban átadott dokumentumokkal kényszeríti Plankenhorstékat, hogy adják ki számára a lányt, mivel egy árva gyermek számára kell anyát szereznie.
A nemesdombi kastélyba érkező csendőr Baradlay Eugén hagyatékát és levelét hozza. Az édesanya szívszaggatóan zokogva borul rá kedves gyermeke golyók által átlyuggatott mellényére.

## Szereplők
- Sulyok Mária – Baradlayné Mária
- Major Tamás – Baradlay Kázmér
- Bitskey Tibor – Baradlay Ödön
- Mécs Károly – Baradlay Richárd
- Tordy Géza – Baradlay Jenő
- Básti Lajos – Rideghváry Bence, adminisztrátor
- Szemere Vera – Plankenhorst Antoinette
- Béres Ilona – Plankenhorst Alfonsine
- Barsy Béla – Lánghy Bertalan
- Nádasi Myrtill – Lánghy Aranka
- Polónyi Gyöngyi – Liedenwall Edit
- Nagy Attila – Palvicz Ottó
- Bujtor István – Ramiroff Leonin, orosz tiszt
- Kálmán György – Goldner Fritz
- Fonyó József – Mausmann Hugó
- Somogyvári Rudolf – a bécsi titkosrendőrség főnöke
- Benkő Gyula – Krámer, besúgó
- Páger Antal – Pál, tisztiszolga
- Rajz János – Mihály mester, csizmadia
- Várkonyi Zoltán – Haynau táborszernagy
- Bessenyei Ferenc – Görgei Artúr tábornok
- Molnár Tibor – magyar tábornok
- Deák Sándor – magyar tiszt I.
- Greguss Zoltán – magyar tiszt II.
- Makay Margit – A soror (apácanővér) Remigia
- Kiss Ferenc – Tormándy
- Gózon Gyula – kanonok
- Keleti László – bankár
- Velenczey István – párbajsegéd I.
- Miklósy György – párbajsegéd II.
- Szendrő József – élelmezési tiszt
- Gombkötő Erzsébet[2] – Jéza, táncosnő
- Bárdy György – osztrák hadbíró ezredes
- Márkus László – osztrák törzstiszt I.
- Ladányi Ferenc – osztrák törzstiszt II.
- Fenyő Emil – osztrák tiszt I.
- Fenyő Aladár – osztrák tiszt II.
- Galetta Ferenc – osztrák tiszt III.
- Horváth Ferenc – osztrák tiszt IV.
- Körmendi János – osztrák tiszt V.
- Ambrus András – Baradlayék inasa
- Balogh Emese – az álruhás tiszt menyasszonya
- Bánhidi László – fogadós
- Makláry János – lakáj
- Koncz Gábor – Franz, forradalmár
- Sándor Iza – grófnő, aki Bécsben a bálon az élelmezési tiszttel beszélget
- Fodor Zsóka – szobalány
- Ruttkai Ottó – százados
- Inke László – tüzértiszt
- Bay Gyula – tiszt I.
- Kamarás Gyula – tiszt II.
- Győrffy György – tiszt III.
- Torma István – huszár I.
- Farkas Antal – huszár II.
- Victor Gedeon – Pallwitz tisztje
- Hadics László – pandúr
- Horváth József – zsandár
- Siménfalvy Sándor – Gergely bácsi
- Raksányi Gellért – úr a temetésen
- Pásztor János – paraszt
- Lázár Tihamér – szentpétervári pincér
- Prókai István – halottszállító
- Kiss Gábor – gróf a bálon
- Eissen Annie – hölgy a bálon
- György László – vármegyei úr I.
- Horváth Jenő – vármegyei úr II.
- Kovács Károly – vármegyei úr III.
- Tomanek Nándor – vármegyei úr IV.
- Szapáry György – vármegyei úr V.
- Kelemen Lajos – vármegyei úr VI.
- Kovács István – bécsi forradalmár I.
- Szokolay Ottó – bécsi forradalmár II.
- Huszti Péter – bécsi forradalmár III.
- Iglódi István – bécsi forradalmár IV.
- Tahi Tóth László – bécsi forradalmár V.
- Körtvélyessy Zsolt – bécsi forradalmár VI.

További szereplők: Budai István, Dömsödi János, Gelley Kornél, Joó László, Kollár Béla, Papp János, Sugár Lajos, Szigeti András, Szüry György, Vándor József.

## Érdekesség
Az utószinkron készítésénél a farkasok vonyítását Alfonzó adta elő.